# 天壘城十二
天壘城十二（寶瓶座17 ，縮寫為17 Aqr）是在寶瓶座的一顆光譜聯星，佛氏命名法的名稱是寶瓶座17。以裸眼觀察，這是一顆黯淡的6等星，實際上兩顆星，合成的視星等是5.99等。從4.9 mas的年周視差可以估計天壘城十二的距離，大約是660光年。它正以相對日心每秒18公里的徑向速度遠離而去。
對這一對聯星的初步軌道估計給出的軌道週期是20年，以及離心率是0.4 。主星是顆老年的巨星，光譜類型為K4/5 III，來自光球的輻射量在有效溫度3,951K是太陽的495倍。